# Grecia ai XX Giochi olimpici invernali
La Grecia ha partecipato ai XX Giochi olimpici invernali di Torino, che si sono svolti dal 10 al 26 febbraio 2006, con una delegazione di cinque atleti.

## Biathlon
| Gara                        | Atleta                 | Risultati | Risultati | Risultati   |
| Gara                        | Atleta                 | Tempo     | Penalità  | Piazzamento |
| --------------------------- | ---------------------- | --------- | --------- | ----------- |
| Sprint individuale maschile | Stavros Christoforidis | 32'48"3   | 3         | 84          |
| Individuale maschile        | Stavros Christoforidis | 1:13'13"3 | 11        | 88          |

## Sci alpino
| Gara    | Atleta               | 1° manche  | 2° manche | Tempo totale | Posizione |
| ------- | -------------------- | ---------- | --------- | ------------ | --------- |
| Slalom  | Vassilis Dimitriadis | 57"38      | 54"00     | 1'51"38      | 23        |
| Gigante | Vassilis Dimitriadis | non finito |           |              |           |

| Gara    | Atleta              | 1° manche    | 2° manche | Tempo totale | Posizione |
| ------- | ------------------- | ------------ | --------- | ------------ | --------- |
| Slalom  | Magdalini Kalomirou | squalificata |           |              |           |
| Gigante | Magdalini Kalomirou | 1'15"28      | 1'21"17   | 2'36"45      | 39        |

## Sci di fondo
| Gara        | Atleta              | Qualificazioni | Qualificazioni | Quarti di finale | Quarti di finale | Semifinali      | Semifinali      | Finale | Finale    |
| Gara        | Atleta              | Tempo          | Pos.           | Tempo            | Pos.             | Tempo           | Pos.            | Tempo  | Posizione |
| ----------- | ------------------- | -------------- | -------------- | ---------------- | ---------------- | --------------- | --------------- | ------ | --------- |
| Individuale | Eleftherios Fafalis | 2'20"33        | 29             | 2'26"7           | 6                | non qualificato | non qualificato |        | 29        |

| Gara        | Atleta            | Qualificazioni | Qualificazioni | Quarti di finale | Quarti di finale | Semifinali | Semifinali | Finale | Finale    |
| Gara        | Atleta            | Tempo          | Pos.           | Tempo            | Pos.             | Tempo      | Pos.       | Tempo  | Posizione |
| ----------- | ----------------- | -------------- | -------------- | ---------------- | ---------------- | ---------- | ---------- | ------ | --------- |
| Individuale | Panagiota Tsakiri | 2'43"28        | 66             | non qualificata  | non qualificata  |            |            |        | 66        |